# Raciszów
Raciszów (niem. Neu Sorge) – wieś w Polsce, położona w województwie opolskim, w powiecie brzeskim, w gminie Lubsza.
W latach 1975–1998 miejscowość należała administracyjnie do województwa opolskiego. 
Od 4 października 1954 r. do 31 grudnia 1959 r. Raciszów znajdował się w granicach  powiatu namysłowskiego, wchodząc w tym czasie w skład  gromady Minkowskie.

## Nazwa
9 grudnia 1947 r. nadano miejscowości polską nazwę Raciszów.